# رباط زرنوخ
رباط زرنوخ مربوط به دوره صفوی است و در شهرستان مه‌ولات، روستای زرنوخ واقع شده و این اثر در تاریخ ۱۰ دی ۱۳۸۱ با شمارهٔ ثبت ۶۷۳۵ به‌عنوان یکی از آثار ملی ایران به ثبت رسیده‌است.